# Typha minima
Typha minima là một loài thực vật có hoa trong họ Typhaceae. Loài này được Funck miêu tả khoa học đầu tiên năm 1794.

## Hình ảnh

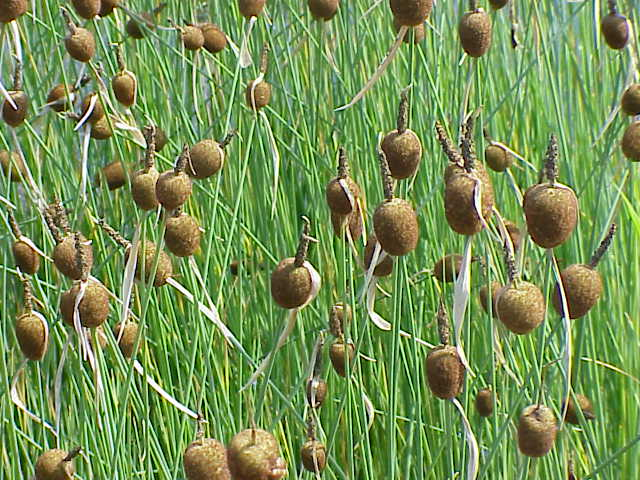
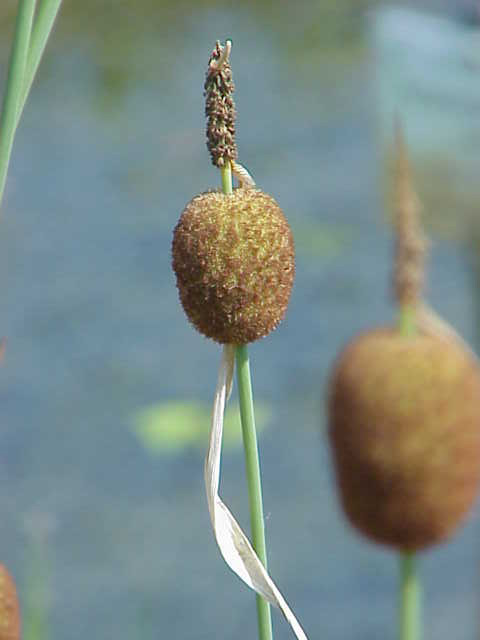
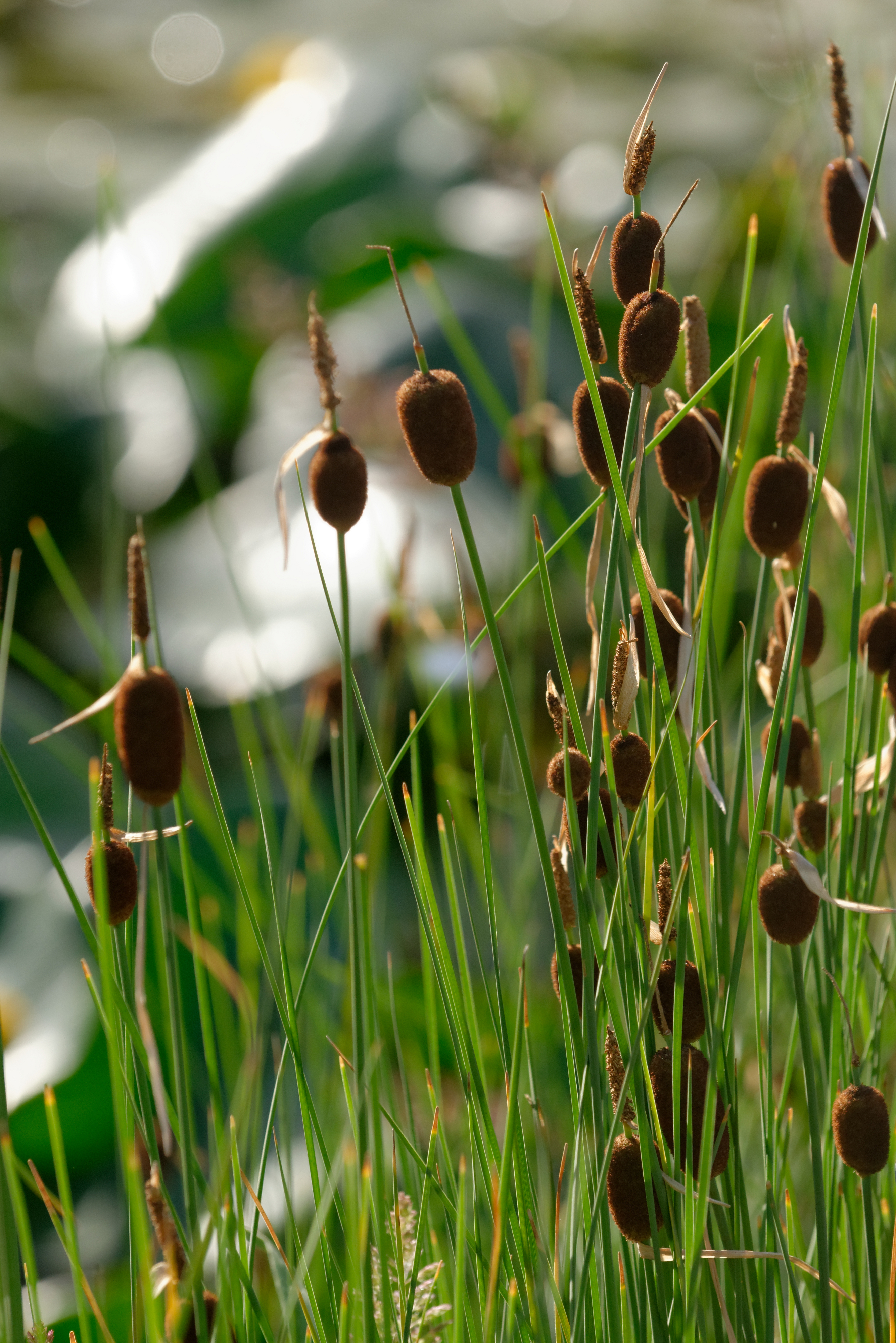
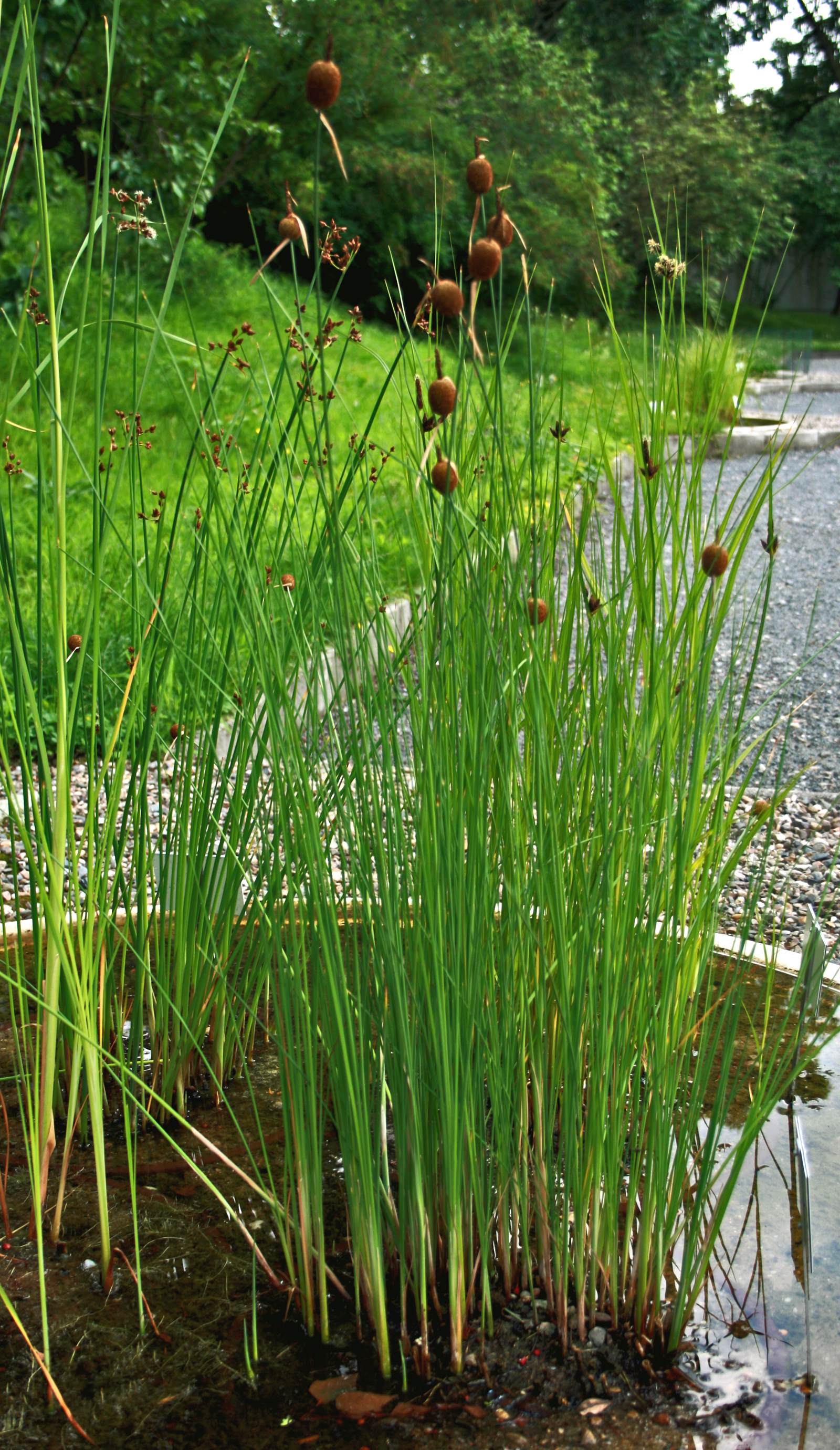